# Satipy
Satipy (fille d'Ipy) est une femme d'Égypte antique vivant vers 2000 av. J.-C. au début de la XIIe dynastie sous le règne du roi Amenemhat Ier.
Elle est l'épouse de Khnoumhotep Ier, nomarque du nome de l'Oryx.
Satipy est représentée dans la tombe de son mari à Beni Hassan. Là, elle est montrée derrière lui, tous deux regardant les activités des paysans dans les marais. Derrière sa représentation, son nom et ses titres sont écrits. Elle est « membre de l'élite » (iry-pat), « épouse du souverain » et « maîtresse de maison ». Elle est également appelée « maîtresse de toutes les femmes ». Le nombre relativement élevé de titres est remarquable. En particulier, le « membre principal de l'élite » est rare pour les femmes et  mieux attesté exclusivement pour les femmes ayant des liens royaux. Il a donc été suggéré que Satipy provienne d'une famille royale ou très importante. Si elle était une princesse, le roi Amenemhat aurait pu tenter, avec ce mariage, de conserver des liens étroits avec une famille locale importante.